# 47. Internationale Sechstagefahrt
Die 47. Internationale Sechstagefahrt war die Mannschaftsweltmeisterschaft im Endurosport und fand vom 11. bis 16. September 1972 in Špindlerův Mlýn (deutsch Spindlermühle) sowie im Riesengebirge statt. Die Nationalmannschaften der ČSSR konnten zum insgesamt zehnten und gleichzeitig dritten Mal in Folge die Trophy-Wertung sowie zum insgesamt dreizehnten und gleichzeitig dritten Mal in Folge die Silbervasenwertung gewinnen.

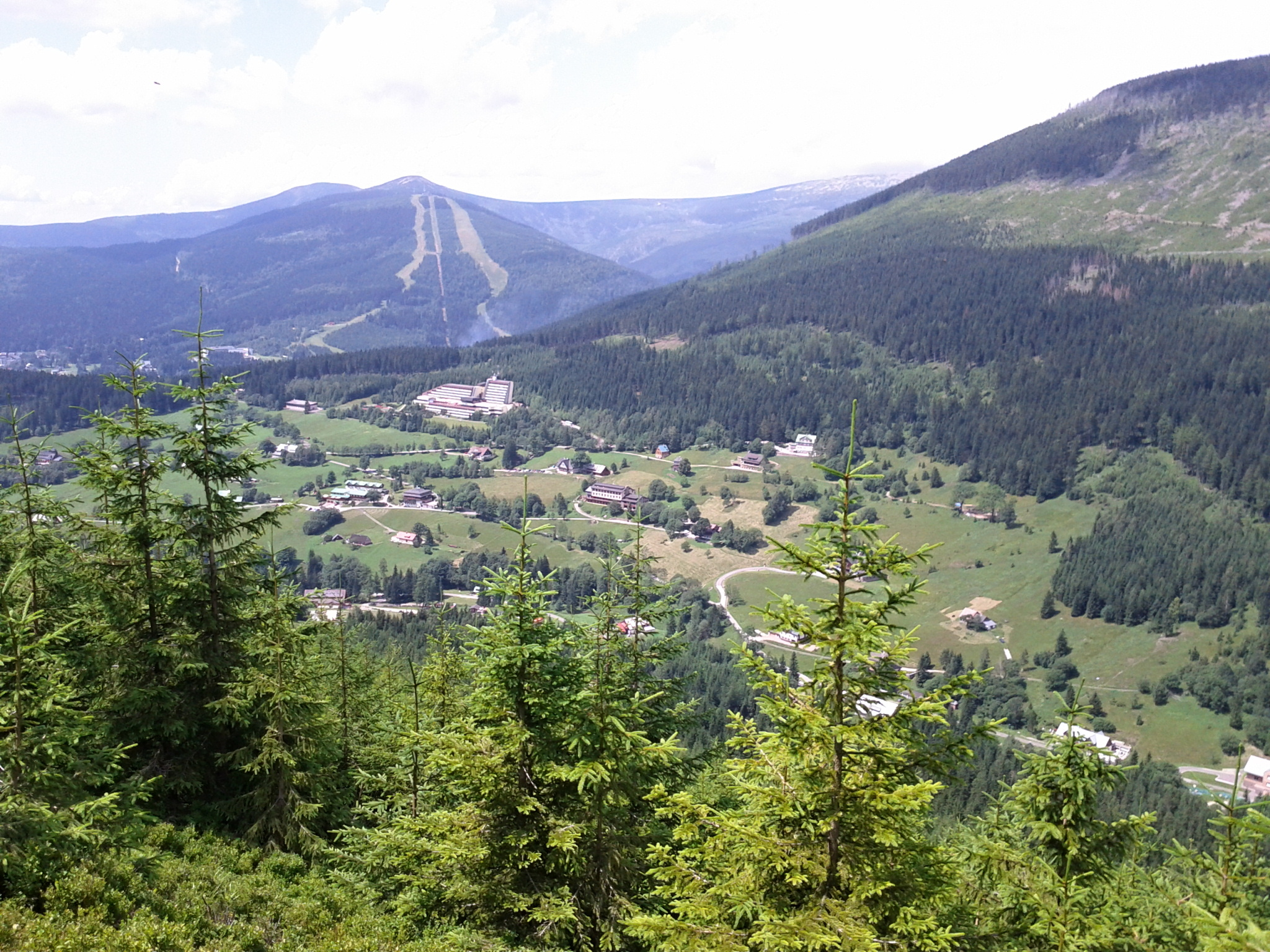
Špindlerův Mlýn, Start- und Zielort der einzelnen Etappen

## Wettkampf

### Organisation
Špindlerův Mlýn trug die Veranstaltung zum dritten Mal aus, nachdem bereits die 32. Internationale Sechstagefahrt 1957 und die 38. Internationale Sechstagefahrt 1963 hier stattgefunden hatte. Ausrichter der Veranstaltung war der Autoklub Republiky Československé (AKRČs).
Für den Wettkampf waren 427 Fahrer von 19 Motorsportverbänden der FIM gemeldet. Um die Trophy-Wertung fuhren Mannschaften aus 13 Nationen zudem waren 26 Silbervasen-, 29 Fabrik- und 38 Club-Mannschaften am Start.
Die BRD und DDR nahmen jeweils an der World Trophy sowie mit zwei Silbervasenmannschaften teil. Die Schweiz nahm an der World Trophy teil. Fahrer aus Österreich waren nicht am Start.

### 1. Tag
Von den 427 gemeldeten Fahrern nahmen 379 den Wettkampf auf.
Am vorausgegangenen Samstag und Sonntag gab es schwere Gewitter, die auf die bereits im Parc fermé abgestellten Motorräder niedergingen. – Wohl auch deswegen bekamen 33 Fahrer ihre Motorräder nicht in der vorgeschriebenen Zeit in Gang.
Die Streckenlänge betrug 323 Kilometer auf einem zweimal zu absolvierendem Rundkurs. Enthalten waren 17 Zeitkontrollen, eine Beschleunigungsprüfung über 200 Meter Länge inklusive Lautstärkenmessung sowie eine Geländeprüfung über 5,2 Kilometer. An Wetterbedingungen herrschte Nieselregen und Nebel.
In der Trophy-Wertung führte die Mannschaft der BRD, vor der ČSSR- und der DDR-Mannschaft. Die Schweizer Mannschaft lag auf dem 12. Platz.
Bei der Silbervasenwertung führte die A-Mannschaft der ČSSR vor der A-Mannschaft der DDR und der B-Mannschaft der ČSSR.
36 Fahrer schieden aus dem Wettbewerb aus.

### 2. Tag
In der Nacht zuvor gab es einen Temperatursturz infolge dessen die zuerst startenden Fahrer ihre Motorräder erst von Raureif befreien mussten. Der Tag war sonnig und niederschlagsfrei.
Gefahren wurde die mit einer kleinen Änderung versehene Strecke des Vortags in entgegengesetzte Richtung. Streckenlänge: 336,7 km.
In der Trophy-Wertung führte die Mannschaft der ČSSR, vor der DDR und der italienischen Mannschaft. Die Schweizer Mannschaft rutschte auf den 13. und damit letzten Platz ab.
Bei der Silbervasenwertung führte wie am Vortag die A-Mannschaft der ČSSR vor der B-Mannschaft der ČSSR und der B-Mannschaft der BRD.
45 Fahrer schieden aus dem Wettbewerb aus.

### 3. Tag
Am dritten Tag wurde ein Kurs von 294,4 Kilometern Gesamtlänge befahren. Das Wetter war morgens leicht bewölkt, gegen Mittag sonnig mit vereinzelten Niederschlägen. Als eine Sonderprüfung war ein Motocross-Test zu fahren.
In der Trophy-Wertung führte weiter die Mannschaft der ČSSR, vor der DDR und der italienischen Mannschaft. Die Schweizer Mannschaft lag auf dem letzten Platz.
Bei der Silbervasenwertung führte die A-Mannschaft vor der B-Mannschaft der ČSSR und der B-Mannschaft der DDR.
29 Fahrer schieden aus dem Wettbewerb aus.

### 4. Tag
Gefahren wurde die leicht veränderte Strecke des dritten Tages in entgegengesetzter Richtung. Gesamtlänge: 275,5 Kilometer. Das Wetter war sonnig. An Sonderprüfungen waren ein Motocross-Test über 5,2 Kilometer sowie eine Beschleunigungsprüfung mit Lautstärkenmessung zu absolvieren.
In der Trophy-Wertung führte nach wie vor die Mannschaft der ČSSR, vor der DDR und der italienischen Mannschaft. Die Schweizer Mannschaft belegte nach wie vor den letzten Platz.
Bei der Silbervasenwertung führte wie am Vortag die A-Mannschaft vor der B-Mannschaft der ČSSR und der B-Mannschaft der DDR.
20 Fahrer schieden aus dem Wettbewerb aus.

### 5. Tag
Die Streckenlänge betrug 323 Kilometer, ein anspruchsvoller Abschnitt wurde vom Ausrichter bereits vor dem Start herausgekürzt. Das Wetter war sonnig und für die Jahreszeit kühl.
In der Trophy-Wertung führte unverändert die Mannschaft der ČSSR, vor der DDR und die italienischen Mannschaft. Die Schweizer Mannschaft belegte nach wie vor den letzten Platz.
Bei der Silbervasenwertung führte ebenso unverändert die A-Mannschaft vor der B-Mannschaft der ČSSR und der B-Mannschaft der DDR.
17 Fahrer schieden aus dem Wettbewerb aus.

### 6. Tag
Der letzte Fahrtag war stark verregnet. Es mussten 115,5 Kilometer absolviert werden, die über größere Teile der Strecke des Vortages führten. Vom Zielort Valterice aus wurde auf einem 6 km langen dreiecksförmigen Straßenkurs das Abschlussrennen auf Asphalt durchgeführt. Es mussten drei Runden in Sollzeit absolviert werden.
Elf Fahrer schieden aus dem Wettbewerb aus. Von 379 am ersten Tag gestarteten Fahrern erreichten 220 das Ziel.

## Endergebnisse

### Trophy
| Platz | Team                            | Strafpunkte | Wertungs-Punkte |
| ----- | ------------------------------- | ----------- | --------------- |
| 1.    | Tschechoslowakei                | 0           | 380,4           |
| 2.    | Deutsche Demokratische Republik | 0           | 1152,5          |
| 3.    | Italien                         | 0           | 1869,7          |
| 4.    | Sowjetunion                     | 0           | 3030,0          |
| 5.    | BR Deutschland                  | 4           | 138,8           |
| 6.    | Vereinigte Staaten              | 41          | 2321,6          |
| 7.    | Vereinigtes Königreich          | 423         | 3235,6          |
| 8.    | Niederlande                     | 578         | 4530,6          |
| 9.    | Polen                           | 807         | 2678,7          |
| 10.   | Schweden                        | 1100        | 1356,8          |
| 11.   | Finnland                        | 1911        | 1468,0          |
| 12.   | Spanien                         | 2192        | 2477,3          |
| 13.   | Schweiz                         | 2585        | 2222,6          |

### Silbervase
| Platz | Team                                           | Strafpunkte | Wertungs-Punkte |
| ----- | ---------------------------------------------- | ----------- | --------------- |
| 1.    | Tschechoslowakei (A-Mannschaft)                | 0           | 613,9           |
| 2.    | Tschechoslowakei (B-Mannschaft)                | 0           | 715             |
| 3.    | Deutsche Demokratische Republik (B-Mannschaft) | 0           | 2121,504        |
| 4.    | Schweden (B-Mannschaft)                        | 3           | 947,1           |
| 5.    | BR Deutschland (A-Mannschaft)                  | 5           | 1922,6          |
| 6.    | Italien (B-Mannschaft)                         | 10          | 1337,7          |
| 7.    | Sowjetunion                                    | 20          | 2774,9          |
| 8.    | Vereinigtes Königreich (A-Mannschaft)          | 53          | 2740,9          |
| 9.    | Frankreich (A-Mannschaft)                      | 120         | 2325,7          |
| 10.   | Italien (A-Mannschaft)                         | 202         | 1227,3          |
| 11.   | BR Deutschland (B-Mannschaft)                  | 231         | 605,3           |
| 12.   | Vereinigte Staaten (B-Mannschaft)              | 311         | 2500,1          |
| 13.   | Niederlande                                    | 340         | 1857,4          |
| 14.   | Österreich (A-Mannschaft)                      | 361         | 1797,4          |
| 15.   | Schweden (B-Mannschaft)                        | 800         | 1382,1          |
| 16.   | Polen (A-Mannschaft)                           | 913         | 3419,4          |
| 17.   | Vereinigtes Königreich (B-Mannschaft)          | 1007        | 1751,1          |
| 18.   | Frankreich (B-Mannschaft)                      | 1092        | 2313,8          |
| 19.   | Deutsche Demokratische Republik (A-Mannschaft) | 1100        | 252,8           |
| 20.   | Finnland                                       | 1100        | 1425,2          |
| 21.   | Vereinigte Staaten (A-Mannschaft)              | 1200        | 2694,1          |
| 22.   | Polen (B-Mannschaft)                           | 1525        | 1285,4          |
| 23.   | Belgien                                        | 1659        | 842,5           |
| 24.   | Kanada                                         | 1800        | 1104,2          |
| 25.   | Spanien                                        | 1914        | 1485,6          |
| 26.   | Irland                                         | 2123        | 331,2           |

### Club-Mannschaften
| Platz | Team                     | Strafpunkte | Wertungs-Punkte |
| ----- | ------------------------ | ----------- | --------------- |
| 1.    | Rudá Hvězda 1            | 0           | 995,3           |
| 2.    | Rudá Hvězda 2            | 0           | 1207,0          |
| 3.    | AMK ČSR 1                | 0           | 1354,3          |
| 4.    | SMK EKSJO                | 0           | 2225,8          |
| 5.    | Dukla 1                  | 6           | 1290,8          |
| 6.    | SMI 1                    | 14          | 1775,8          |
| 7.    | ADAC Nordbayern          | 16          | 2245,6          |
| 8.    | ADAC Hessen              | 18          | 1097,9          |
| 9.    | Dukla 2                  | 21          | 1201,1          |
| 10.   | Rudá Hvězda 3            | 32          | 1784,9          |
| 11.   | AMK SSR                  | 35          | 2690,0          |
| 12.   | AMK Stroj. P. Bytrica 1  | 55          | 1018,8          |
| 13.   | AMK Stroj. P. Bytrica 2  | 200         | 2278,1          |
| 14.   | ADAC Württemberg         | 271         | 1763,1          |
| 15.   | ADAC Nordrhein           | 305         | 1769,6          |
| 16.   | ADAC Niedersachsen       | 307         | 2116,9          |
| 17.   | Holland West             | 336         | 2303,5          |
| 18.   | Motoclub Bergamo         | 401         | 1013,1          |
| 19.   | Holland Oost             | 407         | 2129,4          |
| 20.   | AMK ČSR 3                | 415         | 1561,0          |
| 21.   | AMK ČSR 2                | 420         | 993,2           |
| 22.   | ADAC Südbayern           | 500         | 1403,9          |
| 23.   | ADAC Hansa Hamburg       | 513         | 1642,6          |
| 24.   | MC Dynamo Suhl           | 520         | 1810,6          |
| 25.   | DMV Landesgruppe Franken | 525         | 1634,9          |
| 26.   | SMI 2                    | 572         | 1391,4          |
| 27.   | CMA                      | 640         | 1283,0          |
| 28.   | ADAC Schleswig-Holstein  | 841         | 1520,4          |
| 29.   | MA Lerum                 | 1100        | 524,2           |
| 30.   | Holland Central          | 1108        | 736,6           |
| 31.   | ADAC Nordbayern          | 1117        | 820,8           |
| 32.   | Metropolit Police C.     | 1108        | 736,6           |
| 33.   | Rough Riders Club        | 1200        | 683,6           |
| 34.   | ADAC Mittelrhein         | 1323        | 1048,0          |
| 35.   | Razorback Enduro R       | 1424        | 1024,7          |
| 36.   | DMV Landesgruppe Hessen  | 1430        | 568,5           |
| 37.   | Motoclub Costa Volpino   | 1511        | 403,5           |
| 38.   | A.M.C.A Club             | 1674        | 375,1           |

### Fabrik-Mannschaften
| Platz | Team           | Bemerkung | Auszeichnung |
| ----- | -------------- | --------- | ------------ |
| 1.    | Zündapp I      | im Ziel   | Goldmedaille |
| 2.    | Jawa I         | im Ziel   | Goldmedaille |
| 3.    | Jawa II        | im Ziel   | Goldmedaille |
| 4.    | Jawa III       | im Ziel   | Goldmedaille |
| 5.    | Jawa IV        | im Ziel   | Goldmedaille |
| 6.    | MZ Zschopau II | im Ziel   | Goldmedaille |
| 7.    | MZ III         | im Ziel   | Goldmedaille |
| 8.    | KTM I          | im Ziel   | Goldmedaille |
| 9.    | KTM II         | im Ziel   | Goldmedaille |
| 10.   | SWM II         | im Ziel   | Goldmedaille |

Weitere 19 Fabrikmannschaften gaben auf/erreichten nicht das Ziel.

### Einzelwertung
| Klasse   | Starter | Gold | Silber | Bronze | Ausfall/Disqualifikation | Ausfall/Disqualifikation | Ausfall/Disqualifikation | Ausfall/Disqualifikation | Ausfall/Disqualifikation | Ausfall/Disqualifikation | Ausfall/Disqualifikation | Klassensieger (Motorrad)    | Strafpunkte | Wertungs-Punkte |
| Klasse   | Starter | Gold | Silber | Bronze | 1. Tag                   | 2. Tag                   | 3. Tag                   | 4. Tag                   | 5. Tag                   | 6. Tag                   | Gesamt                   | Klassensieger (Motorrad)    | Strafpunkte | Wertungs-Punkte |
| -------- | ------- | ---- | ------ | ------ | ------------------------ | ------------------------ | ------------------------ | ------------------------ | ------------------------ | ------------------------ | ------------------------ | --------------------------- | ----------- | --------------- |
| 50 cm³   | 4       | 2    | 1      | 0      | 0                        | 1                        | 0                        | 0                        | 0                        | 0                        | 1                        | Peter Neumann (Zündapp)     | 0           | 4107,0          |
| 75 cm³   | 12      | 4    | 2      | 4      | 0                        | 0                        | 1                        | 0                        | 0                        | 1                        | 2                        | Andreas Brandl (Zündapp)    | 0           | 3896,2          |
| 100 cm³  | 27      | 10   | 5      | 1      | 2                        | 4                        | 4                        | 0                        | 0                        | 1                        | 11                       | Josef Wolfgruber (Zündapp)  | 0           | 3796,4          |
| 125 cm³  | 93      | 27   | 10     | 10     | 12                       | 15                       | 9                        | 3                        | 6                        | 1                        | 46                       | Rolf Witthöft (Zündapp)     | 0           | 3692,8          |
| 175 cm³  | 76      | 29   | 13     | 4      | 4                        | 6                        | 6                        | 6                        | 2                        | 6                        | 30                       | Erwin Schmider (Zündapp)    | 0           | 3688,3          |
| 250 cm³  | 77      | 24   | 13     | 5      | 11                       | 10                       | 4                        | 3                        | 7                        | 0                        | 34                       | František Mrázek (Jawa)     | 0           | 3567,4          |
| 350 cm³  | 39      | 18   | 6      | 2      | 2                        | 3                        | 3                        | 4                        | 0                        | 0                        | 12                       | Josef Císař (Jawa)          | 0           | 3573,3          |
| 500 cm³  | 39      | 18   | 7      | 0      | 4                        | 5                        | 2                        | 0                        | 1                        | 2                        | 14                       | Josef Fojtík (Jawa)         | 0           | 3650,8          |
| 1300 cm³ | 12      | 1    | 3      | 0      | 1                        | 1                        | 1                        | 4                        | 1                        | 0                        | 8                        | B. O. Gustafson (Husqvarna) | 0           | 3905,0          |
| Gesamt   | 379     | 134  | 59     | 27     | 36                       | 45                       | 29                       | 20                       | 17                       | 11                       | 159                      |                             |             |                 |

## Trivia
Aus deutscher Sicht bemerkenswert: In der Aufstellung der Trophy-Nationalmannschaft der DDR fand sich Werner Salevsky. Die Abnahme seines Wettbewerbsmotorrads war bereits erfolgt, jedoch entwickelte sich einen Tag vor Fahrtbeginn eine Regenbogenhautentzündung, nachdem ihm in der Woche zuvor ein Splitter aus dem Auge entfernt worden war. Salevsky konnte auf medizinischen Rat hin nicht starten. In Abstimmung mit dem Veranstalter durfte eine schnelle Umbesetzung von Mannschaften durchgeführt werden. So wurde Reinhard Fischer aus der B-Mannschaft (Silbervase) für Salevsky berufen, Fischers Platz nahm Karl-Heinz Uhlig von der Clubmannschaft des ADMV ein, die damit jedoch aus der Wertung fiel.
Die gesamte A-Mannschaft der DDR (Silbervase) fiel aufgrund von Technikproblemen aus. Bereits am 2. Tag schied Dieter Salevsky (Simson 100) mit Getriebeschaden aus. Am dritten Tag erwischte es Ewald Schneidewind (Simson 100), sein Motorrad hatte vermutlich einen Kolbenschaden erlitten. Am 6. Tag schieden letztlich Gerhard Haatz (Simson 75) und Rudolf Jenak (Simson 100) wegen Motorschadens aus.